# Comuna Mîhailivka, Skadovsk
Mîhailivka (în ucraineană Михайлівка) este o comună în raionul Skadovsk, regiunea Herson, Ucraina, formată din satele Bilenke, Leninske, Mîhailivka (reședința), Novosilka, Promin și Trud.

## Demografie
Componența lingvistică a comunei Mîhailivka
     Ucraineană (73,97%)
     Rusă (24,38%)
     Alte limbi (0,4%)
Conform recensământului din 2001, majoritatea populației comunei Mîhailivka era vorbitoare de ucraineană (73,97%), existând în minoritate și vorbitori de rusă (24,38%) și armeană (1,12%).